# Gornji Vrh
Gornji Vrh – wieś w Słowenii, w gminie Šmartno pri Litiji. W 2018 roku liczyła 19 mieszkańców.